# Paengaroa
Paengaroa est une localité de la baie de l'Abondance, dans l’île du Nord de la Nouvelle-Zélande.

## Situation
Elle se trouve à 11 km de la ville de Te Puke et à 35 km de la ville de Tauranga et à 46,2 km de la ville de Rotorua.

## Accès
Elle est située sur le trajet de la route State Highway 33 (en), à approximativement 2 km de la jonction avec la route State Highway 2/S H 2 (en).
Paengaroa est le terminus le plus à l’est de la autoroute est de Tauranga ou TEL (en), qui fut ouverte en 2015.

## Installations
Paengaroa a une zone commerciale de 2,27 hectares.

## Population
En 2013, le recensement de 2013 en Nouvelle-Zélande donnait pour Paengaroa une population de 906 habitants, en augmentation par rapport aux 897 résidents de 2006 et aux 831 habitants de 2001.
La population devrait augmenter encore avec la fin de la construction du TEL (liaison est de Tauranga).

## Aspect
Paengaroa est un village rural assez large avec de nombreuses fermes et quelques magasins.
Quelques résidents vont aussi travailler tous les jours à Tauranga.
Une attraction touristique locale est le « Comvita Visitor Centre », qui met en évidence les bienfaits de la nature et en particulier la production des abeilles,.

## Éducation
L’école locale, nommée « Paengaroa School », fut fondée en 1906.

## Personnalités liées à Paengaroa
- Kiri Allan (1984-), femme politique, y a grandi.